# Raphana
Raphana (anche Raphanea, Raphaneae o Raphaneia), fu una città della Decapoli, nella Giordania di oggi. La sua identificazione è aperta a due possibilità: Capitolias, moderna Bayt Ras, o più probabilmente Abila, odierna Quwaylibah.

## Storia
Entrò a far parte dei domini orientali della Repubblica romana durante le vittoriose operazioni nella regione a opera di Gneo Pompeo Magno.
Fu in seguito alle campagne armeno-partiche di Gneo Domizio Corbulone, quando Roma era oramai da decenni divenuta un impero, che la Legio XII Fulminata costruì il proprio campo nei pressi di essa.
Nel 70, dopo la vittoria nell'assedio di Gerusalemme, il futuro decimo imperatore Tito Flavio Vespasiano stava viaggiando con l'esercito verso nord per fare ritorno in Italia, e in questo frangente lo storico Tito Flavio Giuseppe riferisce che egli vide il fiume Sabbatico, il cui letto scorreva limitrofo a Raphana. Da lì a poco dopo la VI Ferrata vi si insediò.
Infine fu la III Gallica a stabilircisi, e il 16 maggio 218 proprio nel suo accampamento venne acclamato quale ventitreesimo princeps Sesto Vario Avito Bassiano. Lui però nel 219 sciolse la legione, perciò Raphana perse lo status di città vicina a una fortezza legionaria. In ciascun caso, ebbe maniera di coniare delle monete nell'arco del suo governo.